# Moura Morta (Castro Daire)
Moura Morta is een plaats (freguesia) in de Portugese gemeente Castro Daire en telt 150 inwoners (2001).